# Čížkrajice
Čížkrajice (en allemand : Sitzkreis) est une commune du district de České Budějovice, dans la région de Bohême-du-Sud, en République tchèque. Sa population s'élevait à 264 habitants en 2023.

## Géographie
Čížkrajice se trouve à 4 km au sud du centre de Trhové Sviny, à 23 km au sud-est de České Budějovice et à 142 km au sud de Prague.
La commune est limitée par Trhové Sviny au nord et au nord-est, par Kamenná au sud-est et au sud, et par Slavče à l'ouest.

## Histoire
La première mention écrite du village date de 1322.

## Administration
La commune se compose de quatre sections :
- Boršíkov
- Čížkrajice
- Chvalkov
- Mezilesí

## Galerie

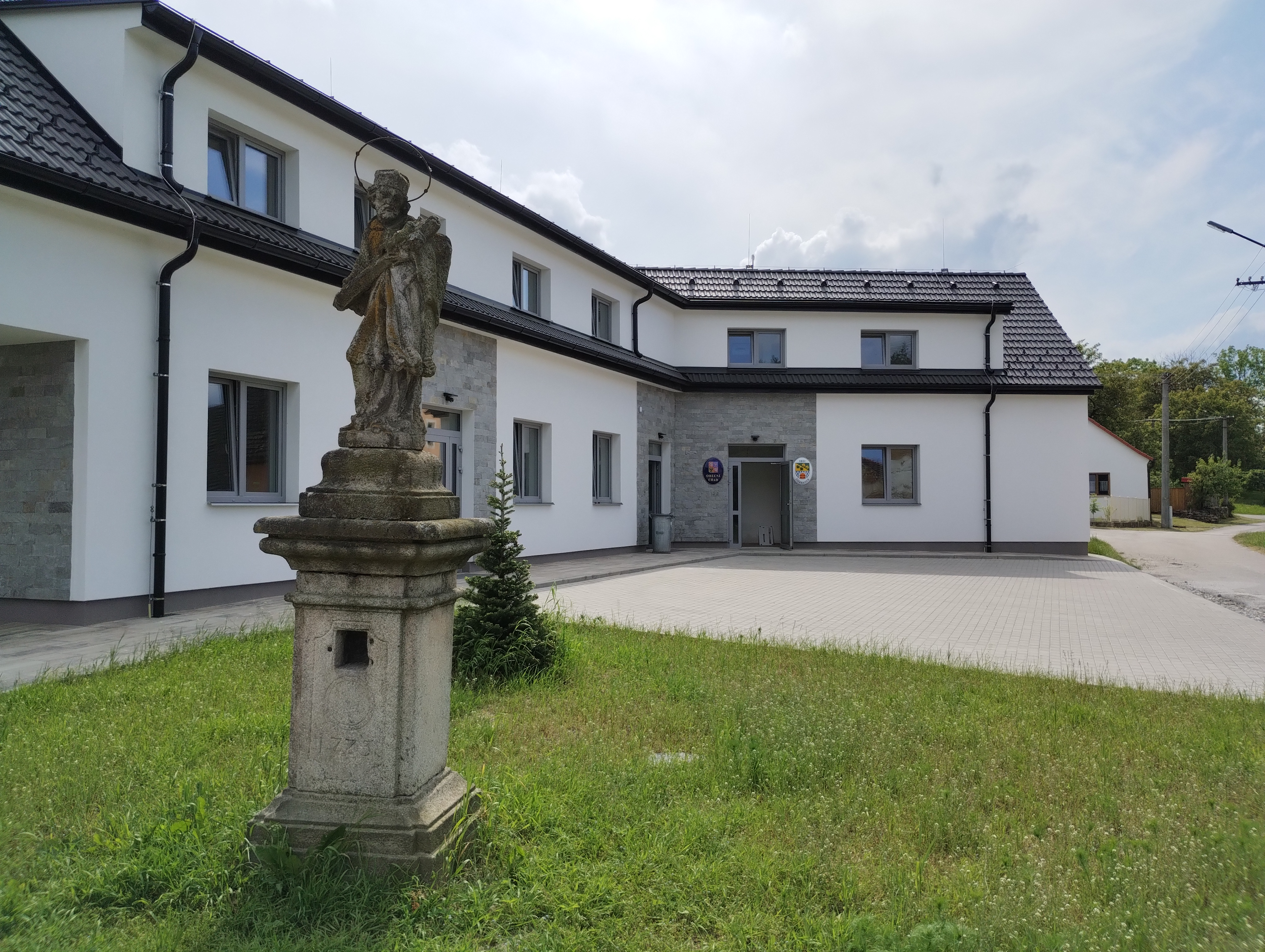
Čížkrajice : la mairie.
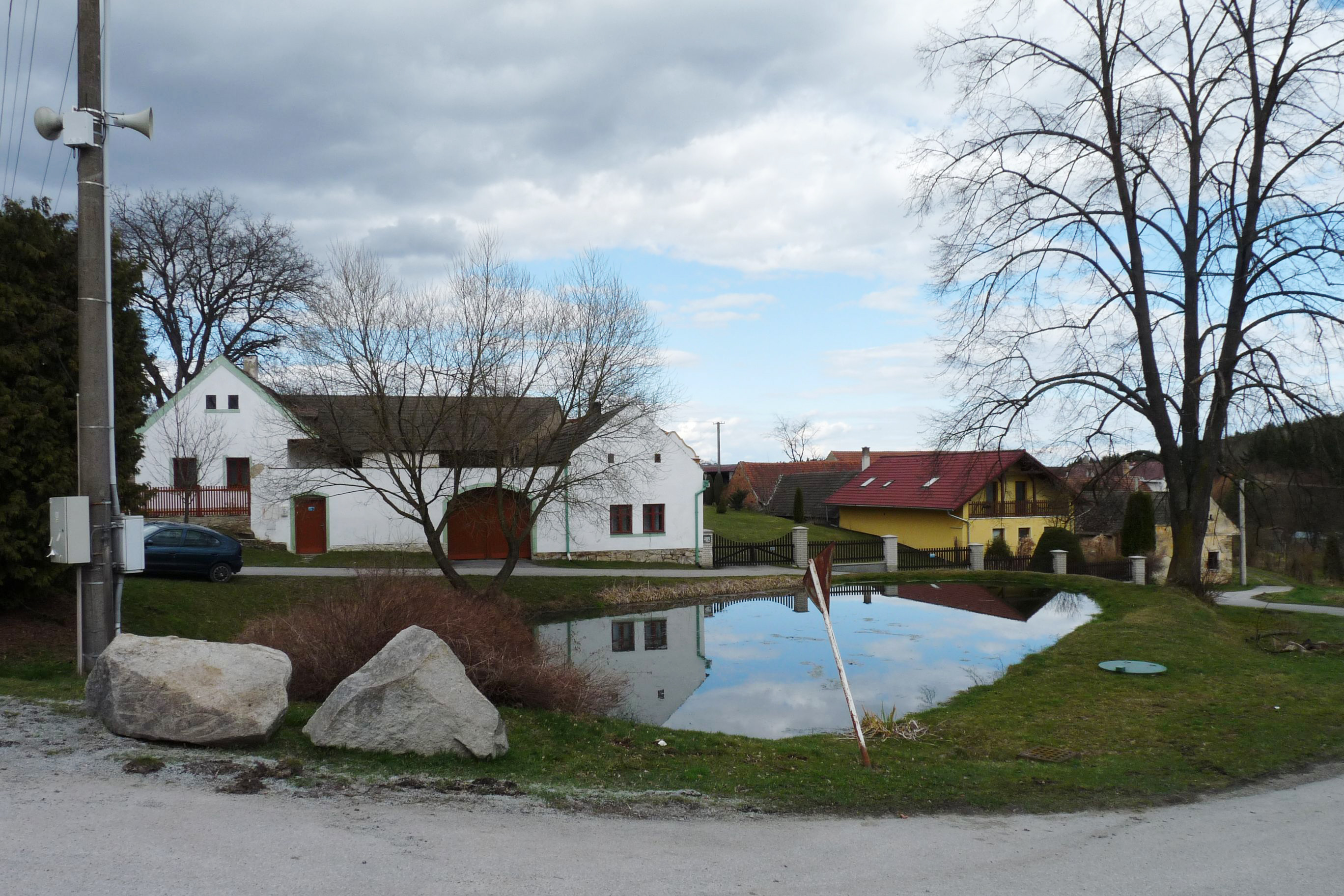
Centre de Boršíkov.

## Transports
Par la route, Čížkrajice se trouve à 4 km de Trhové Sviny, à 25 km de České Budějovice et à 172 km de Prague.